# Thyropygus weberi
Thyropygus weberi är en mångfotingart som beskrevs av Pocock 1894. Thyropygus weberi ingår i släktet Thyropygus och familjen Harpagophoridae. Inga underarter finns listade i Catalogue of Life.